# Vanna
Ivana Vrdoljak – Vanna (rođena Ranilović), (Koprivnica, 1. rujna 1970.), hrvatska pop pjevačica. Popularnost je stekla sredinom devedesetih kao glavna pjevačica zagrebačkog dance sastava Electro team. Godine 2001. predstavljala je Hrvatsku na Pjesmi Eurovizije u danskom Kopenhagenu, na kojem je osvojila deseto mjesto.

## Životopis
U rodnom je gradu završila osnovnu i srednju ekonomsku školu te glazbenu školu.

## Diskografija

### Boa
- 1990. "Prvi val" – prateći vokal uz Francisku Gluhak
- 1994. "Kraj djetinjstva" – gost

### Electro team
- 1991. "Molitva za mir" (Prayer for Peace) – singl
- 1992. "Electro Team"
- 1994. "Second to none"
- 1995. "Ja ti priznajem" – promo CD
- 1996. "Anno Domini 1996."

### Solo albumi
- 1997. "I to sam ja"
- 1998. "Ispod istog neba"
- 1999. "Vanna remixes" – promotivni CD
- 2000. "24 sata"
- 2001. "Vanna u Lisinskom" – uživo
- 2003. "Hrabra kao prije"
- 2005. "Vanna s prijateljima u Lisinskom" – uživo
- 2007. "Ledeno doba"
- 2008. "Platinum collection" – najveći hitovi
- 2010. "Sjaj"
- 2016. "Ispuni mi želju: Koncert povodom 25 godina glazbene karijere"
- 2019. "Izmiješane boje"
- 2024. "Dan po dan"

## Ljestvice
| naslov                                      | godina | plasman | album                      |
| naslov                                      | godina | HR      | album                      |
| ------------------------------------------- | ------ | ------- | -------------------------- |
| "Sea of Love"                               | 1994.  | —       | Singl                      |
| "You Must Love Me"                          | 1997.  | —       | I to sam ja                |
| "Crazy"                                     | 1997.  | —       | I to sam ja                |
| "Ja imam snage za to"                       | 1998.  | 2.      | Ispod istog neba           |
| "Ispod istog neba"                          | 1998.  | —       | Ispod istog neba           |
| "Ja ću budna sanjati" (s Gibonnijem)        | 1998.  | 1.      | Ispod istog neba           |
| "Daj mi jedan dobar razlog"                 | 1999.  | 1.      | 24 sata                    |
| "Ti se varaš"                               | 1999.  | 1.      | 24 sata                    |
| "Kao rijeka"                                | 2000.  | 2.      | 24 sata                    |
| "Pomozi mi"                                 | 2000.  | 1.      | 24 sata                    |
| "Ako je vrijedilo išta"                     | 2000.  | 1.      | 24 sata                    |
| "24 sata"                                   | 2000.  | —       | 24 sata                    |
| "Strune ljubavi" / "Strings of My Heart"    | 2001.  | 1.      | Dora 2001                  |
| "Više nisi moj"                             | 2001.  | 3.      | Zadarfest 2001             |
| "Kao da me nema"                            | 2003.  | 1.      | Hrabra kao prije           |
| "Ne govori sve na glas"                     | 2003.  | 1.      | Hrabra kao prije           |
| "Hrabra kao prije"                          | 2004.  | —       | Hrabra kao prije           |
| "Napokon"                                   | 2004.  | 1.      | Hrabra kao prije           |
| "Kupi mi"                                   | 2005.  | —       | S prijateljima u Lisinskom |
| "Baš kao ti i ja" (s Oliverom Dragojevićem) | 2007.  | 13.     | Ledeno doba                |
| "Na otkucaj"                                | 2007.  | —       | Ledeno doba                |
| "Početak i kraj"                            | 2007.  | 1.      | Ledeno doba                |
| "Stranica dnevnika"                         | 2008.  | —       | Ledeno doba                |
| "Ivana"                                     | 2008.  | —       | Ledeno doba                |
| "Ljubav putuje pod lažnim imenom"           | 2010.  | —       | Sjaj                       |
| "Sjaj"                                      | 2011.  | —       | Sjaj                       |
| "7 minuta" (s Mariom Huljevom)              | 2011.  | —       | Sjaj                       |
| "Svakodnevna žena"                          | 2011.  | —       | Sjaj                       |
| "1000 milja"                                | 2013.  | 2.      | Singl                      |
| "Kad prijatelja gubim"                      | 2014.  | 20.     | Singl                      |
| "Lopov"                                     | 2014.  | 5.      | Izmiješane boje            |
| "Probaj"                                    | 2015.  | 1.      | Izmiješane boje            |
| "Suze na kiši"                              | 2016.  | 1.      | Singl                      |
| "Zajedno" (s grupom Buđenje)                | 2016.  | 6.      | Brudet                     |
| "Izmiješane boje"                           | 2017.  | 5.      | Izmiješane boje            |
| "Tragom tvojih tragova" (s Zsa Zsom)        | 2017.  | 3.      | Izmiješane boje            |
| "Najbolji ljudi"                            | 2018.  | 3.      | Izmiješane boje            |
| "Gdje počinje kraj"                         | 2018.  | 15.     | Izmiješane boje            |
| "U tebi"                                    | 2019.  | 1.      | Izmiješane boje            |
| "Ako je vrijedilo išta" (s The Frajle)      | 2019.  | 9.      | Singl                      |
| "Kad smo se voljeli"                        | 2019.  | 3.      | Izmiješane boje            |
| "Loš trenutak"                              | 2020.  | 7.      | Izmiješane boje            |
| "Junaci"                                    | 2020.  | 2.      | Singl                      |
| "Puna memorija"                             | 2020.  | 3.      | Singl                      |
| "Pjesma o tebi"                             | 2021.  | 1.      | Singl                      |
| "Ovo je ljubav" (s Kameny)                  | 2021.  | 2.      | Album                      |
| "Želja"                                     | 2022.  | 3.      | Singl                      |
| "Kriva nota"                                | 2023.  | 3.      | Singl                      |
| "Navika"                                    | 2023.  | 2.      | Singl                      |
| "Iz inata"                                  | 2024.  | 5.      | Singl                      |
| "Dan po dan" sa Sergejom                    | 2024.  | 2.      | Singl                      |

## Filmografija

### Televizijske uloge
- "Zvjezdice" kao Vanna (2015.)
- Kud puklo da puklo (2016.)
- Na granici (2018.)

## Vanjske poveznice
- Službene stranice  Arhivirana inačica izvorne stranice od 7. listopada 2017. (Wayback Machine)
- Stranice obožavatelja Vanne u Norveškoj  Arhivirana inačica izvorne stranice od 28. svibnja 2006. (Wayback Machine)